# Dead Man Walking (opera)
Dead Man Walking è la prima opera composta dall'americano Jake Heggie, su libretto del drammaturgo Terrence McNally. Basato sull'omonimo libro di Suor Helen Prejean, C.S.J., l'opera è stata presentata in anteprima il 7 ottobre 2000 alla War Memorial Opera House, prodotta dalla San Francisco Opera.

## Storia delle esecuzioni
La prima produzione del 2000 fu commissionata dall'allora direttore generale Lotfi Mansouri. Il regista era Joe Mantello. Le scenografie, i costumi e le luci furono progettati rispettivamente da Michael Yeargan, Sam Fleming e Jennifer Tipton.
La prima australiana e la prima esibizione al di fuori degli Stati Uniti hanno avuto luogo nell'agosto 2003 alla State Opera of South Australia, con Kirsti Harms nei panni di Suor Helen e Teddy Tahu Rhodes nei panni di Joseph De Rocher. Suor Helen Prejean era tra il pubblico. La produzione è stata nominata per sette Helpmann Awards nel 2004, vincendone quattro: "Migliore opera", Miglior regia di un'opera", "Migliore interprete femminile in un ruolo secondario in un'opera" e "Miglior personaggio maschile in un'interpretazione operistica". da allora l'opera è stata rappresentata numerose volte negli Stati Uniti e in altri paesi.
La prima canadese ebbe luogo nel gennaio 2006 a Calgary, Alberta, con Daniel Okulitch nel ruolo di Joseph De Rocher. La prima europea fu data nel maggio 2006 alla Semperoper di Dresda, in Germania. La stessa produzione ha avuto la sua prima il 26 settembre 2007, al Theater an der Wien di Vienna ed è stato eseguito anche alla Malmö Opera di Malmö, in Svezia. Nel 2007 è stato ripreso per una produzione limitata allo State Theatre di Sydney e nello stesso anno è stato presentato in anteprima all'università e alla regione di Rocky Mountain presso l'Università del Colorado a Boulder. È stato anche prodotto a Saint Louis, Missouri, dalla Union Avenue Opera Company nel 2011.
Una nuova orchestrazione dell'opera, per 31 musicisti, preparata sotto la direzione di Jake Heggie, è stata presentata in anteprima allo Yerba Buena Center for the Arts Theatre di San Francisco nel febbraio 2015 dall'Opera Parallèle. La prima messa in scena nel Regno Unito si è svolta al Royal Conservatoire of Scotland nel maggio 2019, con Carolyn Holt nei panni di Suor Helen e Mark Nathan nei panni di Joseph de Rocher.
OperaDelaware si esibirà in Dead Man Walking il 28 aprile e il 4 maggio 2019 come parte del loro Festival 2019.
L'opera è stata di nuovo prodotta nel marzo 2016 alla New Orleans Opera, con il baritono Michael Mayes. La produzione, creata dal regista Tomer Zvulun, si è trasferita all'Atlanta Opera nel marzo 2019, dove è stata interpretata da un cast stellare, tra cui Jamie Barton, Michael Mayes, Maria Zifchak, Jay Hunter Morris, Kevin Burdette e Karen Slack.
L'opera ha fatto il suo debutto all'Opera di Chicago nel novembre 2019, con Ryan McKinny, Patricia Racette e Susan Graham (che aveva interpretato Suor Helen alla première di San Francisco, ma qui interpretava la signora De Rocher). La produzione è stata accolta favorevolmente.
L'opera è stata rappresentata all'Opera israeliana nel dicembre 2019, nella stessa produzione di Tomer Zvulun. Presentava Mayes e Zifchak, oltre al debutto nel ruolo di Maya Lahyani.
Una nuova produzione messa in scena da Ivo van Hove sarà presentata al Metropolitan Opera tra l'8 aprile e il 2 maggio 2021, che farà anche parte del programma Live in HD della stagione.

## Ruoli
| Ruolo                                                                          | Registro vocale | Cast della prima, 7 ottobre 2000 Direttore: Patrick Summers                          |
| ------------------------------------------------------------------------------ | --------------- | ------------------------------------------------------------------------------------ |
| Suor Helen Prejean, suora                                                      | mezzosoprano    | Susan Graham                                                                         |
| Joseph De Rocher, assassino condannato                                         | baritono        | John Packard                                                                         |
| Mrs. Patrick De Rocher, sua madre                                              | mezzosoprano    | Frederica von Stade                                                                  |
| Suo figlio di 19 anni                                                          | tenore          | Eli Borggraefe                                                                       |
| Suo figlio di 14 anni                                                          | voce bianca     | Mario Sawaya                                                                         |
| Suor Rose, collega di Suor Helen                                               | soprano         | Theresa Hamm-Smith                                                                   |
| Howard Boucher, padre del ragazzo assassinato                                  | tenore          | Gary Rideout                                                                         |
| Jade Boucher, madre del ragazzo assassinato                                    | soprano         | Catherine Cook                                                                       |
| Owen Hart, padre della ragazza assassinata                                     | baritono        | Robert Orth                                                                          |
| Kitty Hart, madre della ragazza assassinata                                    | soprano         | Nicolle Foland                                                                       |
| Padre Grenville, cappellano al Penitenziario di Stato della Louisiana (Angola) | tenore          | Jay Hunter Morris                                                                    |
| George Benton, guardiano della prigione                                        | baritono        | John Ames                                                                            |
| Un poliziotto a motore                                                         | baritono        | David Okerlund                                                                       |
| Prima guardia carceraria                                                       | baritono        | David Okerlund                                                                       |
| Seconda guardia carceraria                                                     | baritono        | Philip Horst                                                                         |
| Suor Lillianne, collega di Suor Helen                                          | mezzosoprano    | Sally Mouzon                                                                         |
| Suor Catherine, collega di Suor Helen                                          |                 | Virginia Pluth                                                                       |
| Una madre                                                                      |                 | Rachel Perry                                                                         |
| Un paralegale                                                                  |                 | Jim Croom                                                                            |
| Cinque detenuti                                                                |                 | Richard Walker, Daniel Harper, David Kekuewa, Frederick Winthrop, Frederick Matthews |
| Mrs. Charlton                                                                  |                 | Donita Volkwijn                                                                      |
| Jimmy Charlton                                                                 |                 | Jeremy Singletary                                                                    |
| Anthony De Rocher, fratello di Joseph                                          | ruolo muto      | David Tenenbaum                                                                      |
| Ragazzo, vittima                                                               | ruolo muto      | Sean San Jose                                                                        |
| Ragazza, vittima                                                               | ruolo muto      | Dawn Walters                                                                         |

## Trama
Località: Louisiana
Epoca: 1980
Prologo: Un ragazzo e una ragazza adolescente sono parcheggiati vicino a un lago appartato di notte, per un appuntamento. Hanno la radio accesa nella loro macchina e stanno componendo sulla sua musica. I fratelli De Rocher, nascosti nelle vicinanze, emergono dall'ombra, in silenzio. Uno spegne la radio; i due fratelli attaccano i ragazzi. Anthony afferra il ragazzo, che inizia a dibattersi; Joseph attacca la ragazza e inizia a violentarla. Il ragazzo continua a divincolarsi finché Anthony non gli spara una volta, alla base del cranio, in stile esecuzione; questo fa urlare la ragazza. In preda al panico, Joseph la pugnala finché non tace.

### Atto 1
Scena 1: Hope House, la missione di Suor Helen, gestita dalle Suore di San Giuseppe di Medaille
Suor Helen, con l'aiuto di alcune delle altre sorelle, sta insegnando ai bambini un inno; questo inno, "He Will Gather Us Around", diventa il leitmotiv di Helen nel corso dell'opera. Dopo che i bambini se ne sono andati, Helen rivela ai suoi colleghi di aver sentito parlare di un detenuto nel braccio della morte con cui è stata in corrispondenza. Le ha chiesto di essere il suo consigliere spirituale durante la sua esecuzione e lei ha deciso di accettare. Le sorelle sono scioccate, avvertono Helen dei pericoli della sua posizione, ma lei è ferma.
Scena 2: Il viaggio verso la prigione
Helen si reca al Penitenziario di Stato della Louisiana (Angola) e riflette sulla sua accettazione della richiesta di De Rocher. Viene fermata da un poliziotto motociclista per eccesso di velocità, ma lui la lascia andare con un avvertimento dopo un breve monologo umoristico; "Non ho mai dato una multa a una suora prima. Ho dato una multa a un agente dell'IRS una volta... quell'anno sono stato sottoposto a controllo. Ti dico una cosa..."
Scena 3: Prigione di Stato dell'Angola
Helen arriva alla prigione e viene accolta da padre Grenville, il cappellano della prigione, che la conduce all'interno.
Scena 4: l'ufficio di padre Grenville
Padre Grenville critica la scelta di suor Helen di lavorare con De Rocher, sostenendo che l'uomo è inavvicinabile; le dice che lei è fuori di testa. Helen risponde che è suo dovere tentare di aiutare l'uomo. Padre Grenville la lascia perché incontri il direttore Benton, che le pone molte delle stesse domande e anch'egli critica la sua decisione. La conduce al braccio della morte per incontrare De Rocher.
Scena 5: braccio della morte
Il direttore Benton e Suor Helen attraversano il braccio della morte per raggiungere la sala delle visite. Sono disturbati dai detenuti (coro) che a loro volta le gridano parolacce e le chiedono di dire preghiere per loro.
Scena 6: Sala visite del braccio della morte
Il direttore Benton conduce De Rocher nella sala delle visite. È amichevole e alla mano. Conversano; le chiede di parlare nella sua udienza nel consiglio di grazia per far commutare la sua pena in ergastolo. Sembra convinto che lei non tornerà ad aiutarlo; lei gli assicura che non è così.
Scena 7: L'udienza del consiglio di grazia
Suor Helen è presente con la madre di De Rocher e due dei suoi fratelli minori, che implorano la grazia per suo conto. Uno dei genitori delle vittime di Joseph si scaglia contro di lei con rabbia.
Scena 8: Il parcheggio del tribunale
I quattro genitori delle vittime di De Rocher parlano con rabbia a sua madre e a Suor Helen, che cerca di calmare entrambe le parti. I genitori la accusano di non comprendere il loro dolore e la loro tristezza. Arriva una notizia dal comitato del perdono; De Rocher non ha ottenuto la commutazione. Salvo intercessione del governatore per clemenza, deve morire per il suo delitto.
Scena 9: Sala visite del braccio della morte
De Rocher è convinto che Helen lo abbia abbandonato; lei entra, più tardi, e gli dice che non l'ha fatto e non lo farà. Lui è arrabbiato e rifiuta tutti i suoi suggerimenti di confessare e metersi in pace con le sue azioni. Il direttore entra e dice a Helen di andarsene subito.
Scena 10: La sala d'attesa della prigione
Helen sta cercando di trovare soldi per comprare cibo dal distributore automatico, avendo dimenticato di mangiare. Comincia a sentire le voci, nella sua testa, dei genitori, dei bambini della Hope House, di padre Grenville, del poliziotto in moto, Warden Benton e dei suoi colleghi, che le dicono tutti di smetterla di cercare di aiutare De Rocher. Il direttore entra per dirle che il governatore si è rifiutato di agire per salvarlo e dà a Helen dei soldi per la macchina. Lei rimane in piedi per un momento, poi sviene.

### Atto 2
Scena 1: cella di prigione di Joseph De Rocher
Una guardia entra e dice a De Rocher, che sta facendo flessioni, che la sua data di esecuzione è stata fissata per il 4 agosto. La guardia se ne va; Joseph riflette sul suo destino.
Scena 2: La camera da letto di Suor Helen
Helen si sveglia terrorizzata da un incubo, allarmando sorella Rose, che la prega di smettere di lavorare con De Rocher. Rose le ricorda che non ha dormito bene da quando ha iniziato ad aiutarlo. Helen dice che non può; le due donne pregano per avere la forza di perdonare De Rocher.
Scena 3: La cella di Joseph
È la sera della data fissata per l'esecuzione. De Rocher e suor Helen stanno parlando; scoprono di condividere un amore comune per Elvis. Per la prima volta lui ammette di avere paura. Lei lo rassicura, esortandolo a confessare ed a fare pace con quello ha fatto; di lui nuovo si rifiuta. Il guardiano entra e li informa che sua madre è lì per vederlo.
Scena 4: La stanza delle visite
Sono arrivati la signora De Rocher ed i suoi due figli più piccoli. Joseph va a trovarli e cerca di scusarsi; lei non lo sente, preferendo credere fino in fondo che sia innocente. Si lamenta di avergli preparato dei biscotti, ma non le è stato permesso di portarli dentro. Chiede a Helen di fare un'ultima foto a loro quattro insieme alla macchina fotografica nella sua borsa. Le guardie portano via Joseph; lei si prende cura di lui, ricordando, quasi piangendo, alla fine perdendo il controllo. Ringrazia Helen per tutto quello che ha fatto; Helen promette di prendere i biscotti per lei.
Scena 5: Fuori dal braccio della morte
Helen parla con i genitori delle vittime. Uno di loro, Owen Hart, la prende da parte e confessa di essere meno sicuro di quello che vuole ora di quanto non lo fosse; le dice che lui e sua moglie si sono separati a causa dello stress che hanno provato. Helen cerca di consolarlo; accettano di separarsi come "Compagni vittime di Joseph De Rocher".
Scena 6/7: La cella di detenzione di Joseph
Helen e De Rocher conversano per l'ultima volta; gli chiede di confessare gli omicidi. Questa volta, qualcosa in lui scatta; crolla e le racconta l'intera storia. Si aspetta che Helen lo odi; lei invece, dice che lo perdona e che sarà "il volto dell'amore" per lui. Lui la ringrazia. Entra Padre Grenville e inizia gli ultimi preparativi per l'esecuzione.
Scena 8: marzo del patibolo
Guardie, carcerati, il guardiano, i genitori, il cappellano e i manifestanti riuniti fuori dal carcere cantano il Padre nostro mentre suor Elena legge un brano del Libro di Isaia. Si avvicinano al braccio della morte ed Helen viene separata da De Rocher. Il direttore chiede se ha delle ultime parole da pronunciare; lui dice di sì e chiede perdono ai genitori degli adolescenti assassinati. Il direttore annuisce e l'esecuzione procede. De Rocher muore ringraziando ancora una volta Helen per il suo amore; l'opera finisce mentre lei si alza sul suo corpo e canta il suo inno un'ultima volta.

## Reazione della critica
La reazione critica all'opera fu generalmente favorevole; in particolare la critica elogiò le interpretazioni nitide e finemente delineate dei protagonisti e la produzione semplice ma efficace. "È stato un trionfo al di là di ciò che anche i suoi sostenitori più ottimisti avrebbero potuto prevedere" ha scritto il critico del San Francisco Chronicle. "La ragione del fascino dell'opera risiede nella sua fusione quasi perfetta di idee ed emozioni", ha scritto The Australian nel 2007.
Molti hanno anche scoperto che il libretto di McNally è tra i più finemente realizzati che si ricordino negli ultimi tempi: "lo splendido libretto, di volta in volta schietto ed eloquente, con meravigliosi spruzzi di umorismo ironico per alleggerire il tono quando più ne ha bisogno, crea la spina dorsale strutturale di questo dramma straziante”. Sebbene non tutto sia stato messo in musica, McNally ha dato il libretto a Heggie con l'esplicita istruzione di usare qualsiasi parte di esso ritenesse necessaria e di scartare il resto.

## Incisioni
- Registrazione dal vivo del 2002: Susan Graham nel ruolo di Suor Helen, Frederica von Stade, nel ruolo della madre dell'assassino, John Packard nel ruolo del condannato, direttore Patrick Summers. Tratto dalla prima mondiale di spettacoli. Erato/Warner Classics, 2 CD, cat. no. 8573-86238.
- Registrazione live 2010: Joyce DiDonato nel ruolo di Suor Helen, Houston Grand Opera sempre con la direzione di Patrick Summers, un set di 2 CD è stato pubblicato da Virgin Classics/EMI, nel 2010, cat. no. 50999 6 02463 2 5